# Нульова відмова
Нульова відмова - це філософія освіти, яка стверджує, що жодній дитині не може бути відмовлено в освіті через те, що вона "нездатна до навчання". Вона є частиною Закону про освіту осіб з обмеженими можливостями англ. Individuals with Disabilities Education Act (IDEA), який є основним законом про спеціальну освіту, що має на меті гарантувати безкоштовну та державну освіту для учнів з обмеженими можливостями. Завдяки цій політиці послуги, які раніше були недоступні для цієї групи учнів, вже надаються на постійній основі. Нульова відмова також включає додаткові компоненти, такі як вимога, щоб місця в загальноосвітніх навчальних закладах відповідали віку та класу, що відповідає філософії інклюзії.

## Передумови
Політика нульових відмов та Закон про освіту осіб з інвалідністю (IDEA) беруть свій початок від Закону про освіту всіх дітей-інвалідів, прийнятого Конгресом США в 1975 році. У 1990 році на зміну цьому закону прийшов IDEA, до якого з 1997 року було внесено кілька поправок. Закон IDEA має на меті полегшити перехід кваліфікованих осіб з обмеженими можливостями з дому та школи до звичайної трудової діяльності.
Один із шести основних принципів IDEA стверджує, що жодній дитині з інвалідністю не може бути відмовлено в безкоштовній належній державній освіті. Він вимагає, щоб школи, які отримують федеральне фінансування, навчали всіх дітей з інвалідністю без будь-яких умов і винятків. Цей принцип застосовується незалежно від характеру або тяжкості інвалідності; жодна дитина з інвалідністю не може бути виключена з системи державної освіти. Вимога щодо надання спеціальної освіти всім учням з інвалідністю є абсолютною у віці від 6 до 17 років. Якщо держава надає освітні послуги дітям без інвалідності у віці від 3 до 5 років і від 18 до 21 року, вона також зобов'язана навчати всіх дітей з інвалідністю в цих вікових групах. Кожен орган освіти штату відповідає за пошук, ідентифікацію та оцінку всіх дітей від народження до 21 року, які проживають на території штату і мають інвалідність або у яких є підозра на інвалідність. Ця вимога називається системою пошуку дітей.
Принцип нульової відмови також гарантує, що учні з інфекційними захворюваннями (наприклад, СНІД) не можуть бути виключені зі школи. По-друге, цей принцип також захищає дітей, які скоїли серйозні правопорушення, тому їх не відсторонюють від навчання на тривалий час.